# جام بسکتبال آدکو
جام بسکتبال آدِکو (اسلوونیایی: Pokal Adecco) تورنمنت بین‌المللی بسکتبال است که مسابقات توسط شرکت آدکو حمایت و تحت قوانین فیبا برگزار می‌شود.